# Tamás Priskin
Tamás Priskin,  född 27 september 1986 i Komárno, är en ungersk fotbollsspelare som spelar för den ungerska klubben Győri ETO. Han representerar även Ungerns fotbollslandslag. 